# Parazinho
Parazinho is een gemeente in de Braziliaanse deelstaat Rio Grande do Norte. De gemeente telt 4.977 inwoners (schatting 2009).